# 公共工事の品質確保の促進に関する法律
公共工事の品質確保の促進に関する法律（こうきょうこうじのひんしつかくほのそくしんにかんするほうりつ、平成17年3月31日法律第18号）は、公共工事の品質確保に関する国、地方公共団体、受注者等の責務、品質確保のための基本理念、基本方針を明記し、受注者の技術的能力の審査等を義務付けることにより、品質確保促進を図ることに関する日本の法律である。略称として公共工事品確法または単に品確法と呼ばれる。
所管官庁は国土交通省。

## 法律の概要
公共工事の入札等においては、談合や低価格入札（ダンピングの一種）などの問題が発生している。談合では技術力の劣る工事会社が選定される可能性があり、ダンピングは契約することが第一目的であるため手抜き工事の可能性が高くなる。いずれの場合にしても公共工事の品質を脅かす問題であるが、現在の価格競争を原則とした入札では限界がある、というのが制定の背景である。
また、工事の生産物は現場単品生産であり、小売商品等と違って施工条件（生産条件）、施工位置、施工時期、施工者の技術力等により品質が異なることが避けられず、完成して初めてその品質が判明するという特徴がある。
そこで、公共工事の品質確保策として下記のとおり定めている。
- 国、地方公共団体は、品質確保の促進に関する施策を策定し、実施する責務がある。
- 発注者は、発注関係事務を適切に実施する責務がある。
- 受注者は、工事を適正に実施し、かつ技術的能力の向上に努めなければならない。
- 発注者は、入札参加希望者の技術的能力を審査しなければならない。（→総合評価方式）
- 発注者は、入札参加希望者に対し、技術提案を求めるよう努めなければならない。技術提案は適切に審査、評価しなければならず、改善を求め、改善を提案する機会を与えることができる。
- 発注者は、発注関係事務について外部能力を活用することができる。（→コンストラクション・マネジメント）